# Orthomecyna albicaudata
Orthomecyna albicaudata är en fjärilsart som beskrevs av Butler 1883. Orthomecyna albicaudata ingår i släktet Orthomecyna och familjen Crambidae. Inga underarter finns listade i Catalogue of Life.